# 加治忠一
加治 忠一（かじ ちゅういち、1938年11月23日 - ）は、日本の政治家。元福岡県田川郡香春町町長（4期）。

## 経歴
- 1961年：福岡学芸大学（現在の福岡教育大学）社会科卒業
- 1961年：福岡県田川市立金川中学校教諭
- 1964年：福岡県立田川農林高等学校教諭
- 1967年：福岡県立田川工業高等学校教諭
- 1990年：福岡県立苅田工業高等学校教諭
- 1992年：福岡県立京都高等学校定時制教諭
- 1997年：香春町議会議員（厚生常任委員、町監査委員、議会広報委員会委員長、国民健康保険運営協議会会長）
- 2001年：香春町議会議員（2期目：町議会副議長、建設産業常任委員、福岡県介護保険広域連合議会議員）
- 2002年：香春町長に初当選
- 2006年：香春町長に無投票再選
- 2008年：福岡県水源林造林推進協議会会長
- 2009年：福岡県国土調査推進協議会会長
- 2010年：香春町長に無投票3選
- 2011年：田川郡町村会副会長
- 2014年：香春町長に4選[1]
- 2018年：任期満了に伴い、2月23日をもって引退[2]